# Steve Denton
Steve Denton (Kingsville, 5 de Setembro de 1956) é um ex-tenista profissional estadunidense.

## Grand Slam Finais

### Simples, 2 (2 vices)
| Posição | Ano  | Campeonato          | Piso  | Oponente    | Placar             |
| Vice    | 1981 | Australian Open     | Grama | Johan Kriek | 6–2, 7–6, 6–7, 6–4 |
| Vice    | 1982 | Australian Open (2) | Grama | Johan Kriek | 6–3, 6–3, 6–2      |

### Duplas, 2 (1 título, 1 vice)
| Posição | Ano  | Campeonato      | Piso  | Parceiro         | Oponente                    | Placar                  |
| Campeão | 1982 | US Open         | Grama | Kevin Curren     | Victor Amaya Hank Pfister   | 6–2, 6–7, 5–7, 6–2, 6–4 |
| Vice    | 1983 | Australian Open | Grama | Sherwood Stewart | Mark Edmondson Paul McNamee | 6–3, 7–6                |

### Duplas Mistas, 3 (3 vices)
| Posição | Ano  | Campeonato    | Piso  | Parceira         | Oponente                  | Placar        |
| Vice    | 1983 | Wimbledon     | Grama | Billie Jean King | John Lloyd Wendy Turnbull | 6–7, 7–6, 7–5 |
| Vice    | 1983 | US Open       | Grama | JoAnne Russell   | Anne Smith Kevin Curren   | 6–4, 7–6      |
| Vice    | 1984 | Wimbledon (2) | Grama | Kathy Jordan     | John Lloyd Wendy Turnbull | 6–3, 6–3      |